# Pedostrangalia revestita
Pedostrangalia revestita es una especie de escarabajo longicornio del género Pedostrangalia, tribu Lepturini, subfamilia Lepturinae. Fue descrita científicamente por Linné en 1767.

## Descripción
Mide 7,5-15 milímetros de longitud.

## Distribución
Se distribuye por Alemania, Inglaterra, Austria, Bélgica, Bosnia y Herzegovina, Bulgaria, Cáucaso, Croacia, Dinamarca, España, Francia, Grecia, Hungría, Italia, Luxemburgo, Países Bajos, Polonia, Portugal, Rumania, Sicilia, Eslovaquia, Eslovenia, Suecia, Suiza, Chequia, Transcaucasia, Turquía, Ucrania y Yugoslavia.